# Ancora un po' (Gemelli DiVersi)
Ancora un po', è un brano estratto dall'album BOOM! dei Gemelli DiVersi, pubblicato a marzo 2007.
La canzone è stata scelta come colonna sonora del film Notte prima degli esami - Oggi.